# 莲沼郡
莲沼郡（越南语：／）是越南岘港市下辖的一个郡。面积80.96平方公里，2024年总人口166832人。

## 地理
莲沼郡东接岘港湾，南接锦荔郡和清溪郡，西接和荣县，北接顺化市富禄县。

## 历史
1997年1月23日，以和荣县和协社、和庆社、和明社3社析置莲沼郡；和协社改制为和协坊，和庆社改制为和庆坊，和明社改制为和明坊。
2005年3月2日，和协坊分设为和协南坊和和协北坊，和庆坊分设为和庆南坊和和庆北坊。
2024年10月24日，越南国会常务委员会通过决议，自2025年1月1日起，和明坊部分区域划归清溪郡清溪西坊管辖。

## 行政区划
莲沼郡下辖5坊，郡人民委员会位于和明坊。
- 和协北坊（Phường Hòa Hiệp Bắc）
- 和协南坊（Phường Hòa Hiệp Nam）
- 和庆北坊（Phường Hòa Khánh Bắc）
- 和庆南坊（Phường Hòa Khánh Nam）
- 和明坊（Phường Hòa Minh）